# 牟贞相
牟贞相（1755年—1792年），字含章，号鹤崖。山東棲霞人。清朝官員，同進士出身。
清代數學家牟庭之兄。乾隆四十三年（1778年）进士，授肥乡县知县。後來调署满城，當時满城地僻，驿馬有缺额，官府便加派給百姓，贞相掃除這些弊端，後來贞相要回肥乡县時，百姓遮道挽留。乾隆五十七年（1792年）去世。贞相卒後，有人乘坐貞相生前的座騎前去保定，在满城，有人識得马主正是牟贞相，持马而哭泣，有子牟所。